# 皇家葡文圖書館

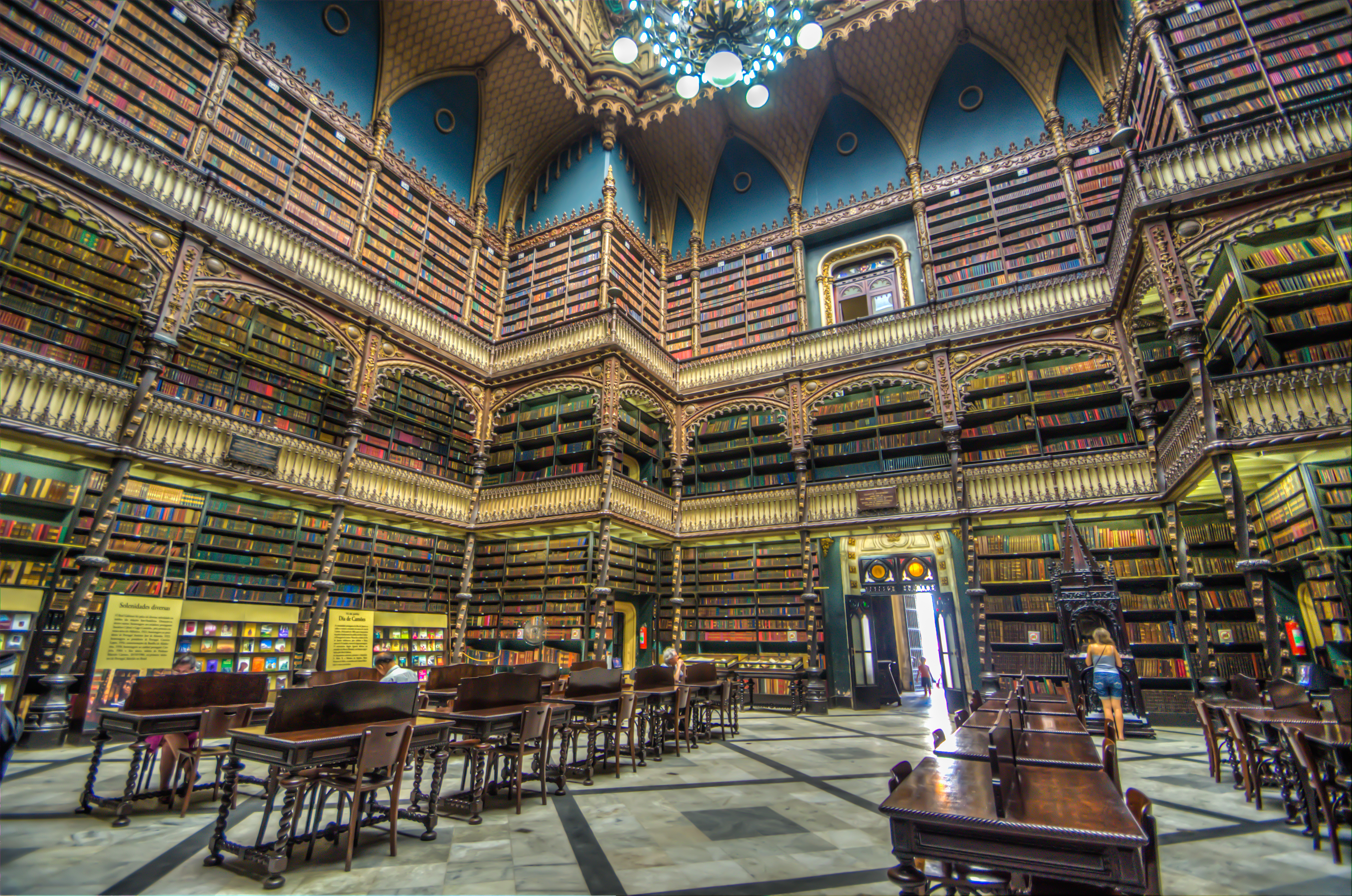
內部

皇家葡文圖書館（葡萄牙語：Real Gabinete Português de Leitura）是巴西最重要的圖書館之一，位於里約熱內盧。1837年，一群出身於葡萄牙的政治難民有志一同，成立了葡萄牙文學會，即後來的圖書館，其後越來越多的人捐贈圖書予圖書館，政府決定重置建築物，由葡萄牙建築師拉斐爾·達席爾瓦·卡斯特羅根據葡萄牙的曼紐爾風格設計，最終於1888年落成現時的建築物。1900年，決定開放圖書館，1935年，葡萄牙通過將皇家葡文圖書館指定為法定送存圖書館，使其成為葡萄牙海外最大的法定圖書館，每年約有6千本書籍入冊。

## 外部連結
- 皇家葡文圖書館 （页面存档备份，存于） （葡萄牙文）